# Squalogadus modificatus
Squalogadus modificatus es una especie de pez de la familia Macrouridae en el orden de los Gadiformes.

## Morfología
• Los machos pueden llegar alcanzar los 35 cm de longitud total.

## Hábitat
Es un pez de aguas profundas que vive entre 600-1.740 m de profundidad.

## Distribución geográfica
Se encuentra en el Gabón, el Golfo de México, el Japón, Nueva Zelanda  y el sureste del Pacífico.